# Легг, Джордж, 3-й граф Дартмут
Джордж Легг, 3-й граф Дартмут (англ. George Legge, 3rd Earl of Dartmouth; 3 октября 1755 — 10 ноября 1810) — британский пэр и политик. С 1755 по 1801 год носил титул учтивости виконт Льюишам.

## Происхождение и образование
Родился 3 октября 1755 года. Старший сын Уильяма Легга, 2-го графа Дартмута (1731—1801), и Фрэнсис Кэтрин (? — 1805), дочери сэра Чарльза Гюнтера Николла.
Он получил образование в Итонском колледже и колледже Крайст-Черч в Оксфорде, где получил степень магистра 3 июля 1775 года и степень доктора гражданского права 28 октября 1778 года.
Подполковник (1779) и полковник (1781) Стаффордширской милиции. Он ушел в отставку с командования в 1783 году, когда полк был расформирован в конце американской войны за независимость. Его старший сын и преемник также стал полковником полка в 1812 году.

## Политическая карьера
Лорд Льюишам заседал в Палате общин Великобритании от Плимута (1778—1780) и Стаффорда (1780—1784).
С 1783 по 1798 год — лорд-хранитель станнариев. В 1801 году он был вызван в Палату лордов на основании приказа об ускорении присвоения ему отцовского титула барона Дартмута. 15 июля 1801 года после смерти своего отца он унаследовал титулы 3-го графа Дартмута и 3-го виконта Льюишема.
Лорд Дармут занимал должности президента Контрольного совета (1801—1802) и лорда-стюарда королевского двора (1802—1804) в правительстве Генри Аддингтона. С 1804 по 1810 год — лорд-камергер в правительствах Уильяма Питта Младшего, лорда Гренвиля, герцога Портленда и Спенсера Персиваля.
Член Тайного совета Великобритании (с 1801) и кавалер Ордена Подвязки (1805), член Королевского общества (3 мая 1781) и первый президент Британского института (с 1805).

## Семья

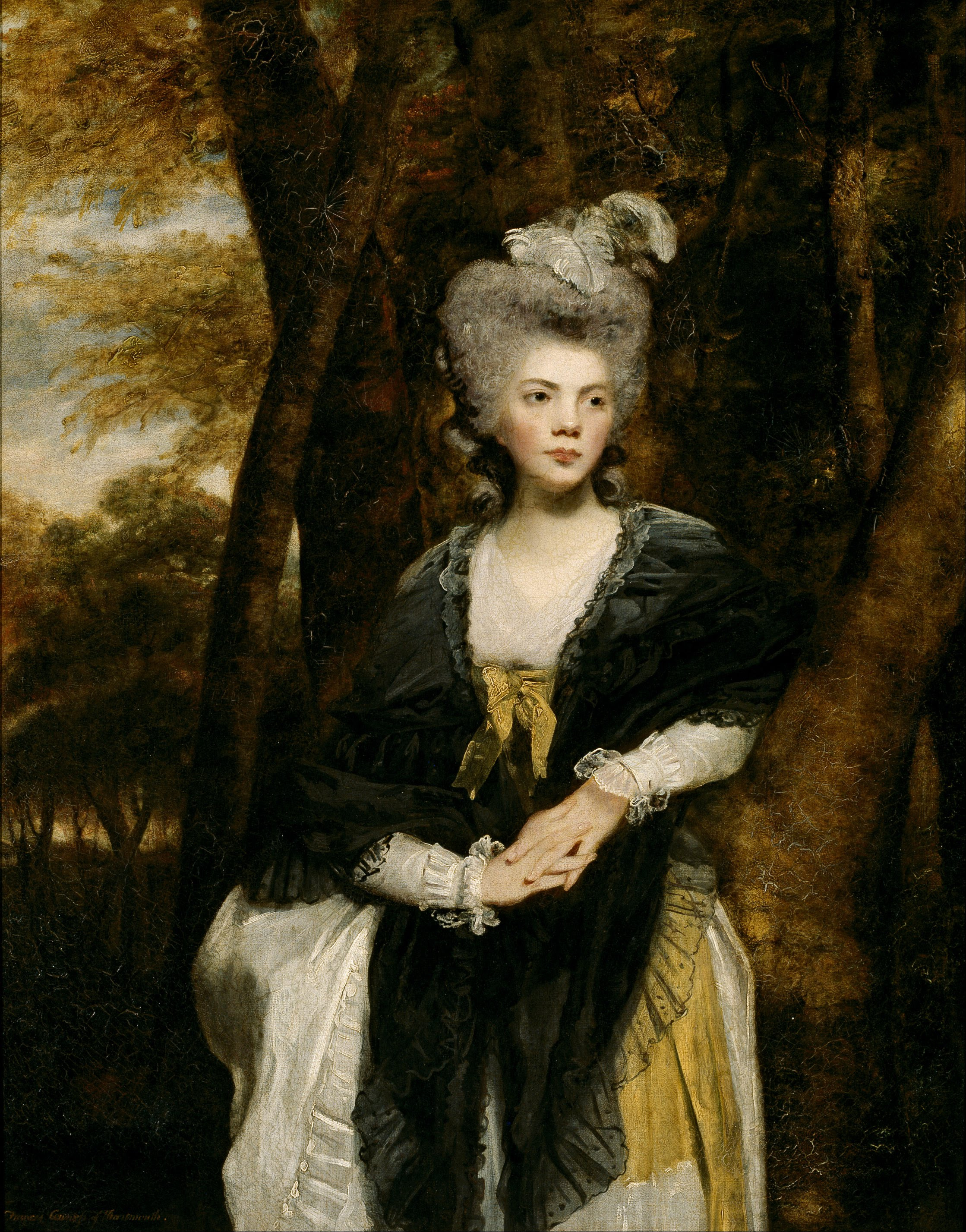
Джошуа Рейнольдс — Леди Фрэнсис Финч около 1781—1782 гг.

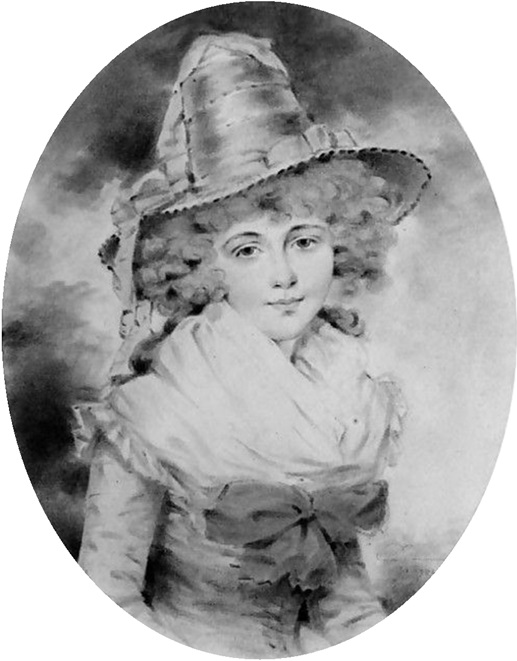
Даунман — графиня Дартмутская около 1784 г.

24 сентября 1782 года Дартмут женился на леди Фрэнсис Финч (9 февраля 1761 — 21 ноября 1838), дочери Хенейджа Финча, 3-го графа Эйлсфорда, и леди Шарлотты Сеймур. У супругов было пятнадцать детей:
- Достопочтенная Фрэнсис Кэтрин Легг (7 сентября 1783 — 7 марта 1789)
- Уильям Легг, 4-й граф Дартмут (29 ноября 1784 — 22 ноября 1853), старший сын и преемник отца[8].
- Достопочтенный Джордж Легг (20 февраля 1786 — 15 октября 1789)
- Леди Луиза Легг (8 марта 1787 — 13 августа 1816), в 1800 году она вышла замуж за Уильяма Бэгота, 2-го барона Бэгота
- Достопочтенный Хенейдж Легг (29 февраля 1788 — 12 декабря 1844), женился на Мэри Джонстон.
- Леди Шарлотта Легг (12 февраля 1789 — 15 июня 1877), она вышла замуж в 1816 году за преподобного Джорджа Невилла-Гренвилла (декана Виндзора), сына Ричарда Гриффина, 2-го барона Брейбрука
- Леди Харриет Легг (7 сентября 1790 — 11 марта 1855) вышла замуж в 1815 году за генерала достопочтенного сэра Эдварда Пэджета, сына Генри Пэджета, 1-го графа Аксбриджа
- Леди Барбара Мария Легг (29 ноября 1791 — 22 апреля 1840), вышла замуж в 1820 году за Фрэнсиса Паркера Ньюдигейта
- Достопочтенная Кэтрин Шарлотта Легг (2 апреля 1793—1793)
- Леди Джорджина Кэролайн Легг (14 мая 1795 — 11 августа 1885), фрейлина принцессы Марии, герцогини Глостерской[9].
- Леди Мэри Легг (3 июня 1796 — 8 июля 1886)
- Леди Энн Легг (14 августа 1797 — 24 ноября 1885)
- Достопочтенный Чарльз Легг (26 января 1799 — 1 ноября 1821)
- Генерал Достопочтенный Артур Чарльз Легг (25 июня 1800 — 18 мая 1890), женился первым браков в 1827 году на леди Энн Холройд (ум. 1829), дочери Джона Холроя, 1-го графа Шеффилда, а вторым браком в 1837 году на Кэролайн Боуэнс.
- Достопочтенный Генри Легг (25 сентября 1803 — 13 февраля 1887), викарий Льюишама, женился в 1842 году на Мэри Роджерс (ум. 1890), дочери сэра Фредерика Роджерса, 7-го баронета.

Лорд Дартмут скончался 10 ноября 1810 года в возрасте 55 лет, и ему наследовал его старший сын Уильям.